# Viiratsi
Viiratsi är en ort i Estland. Den ligger i Viiratsi kommun och landskapet Viljandimaa, i den södra delen av landet, 130 km söder om huvudstaden Tallinn. Viiratsi ligger 65 meter över havet och antalet invånare är 1 338. Den ligger vid sjön Viljandi järv.
Terrängen runt Viiratsi är platt. Runt Viiratsi är det ganska tätbefolkat, med 104 invånare per kvadratkilometer. Närmaste större samhälle är Viljandi, 2,8 km väster om Viiratsi. Omgivningarna runt Viiratsi är en mosaik av jordbruksmark och naturlig växtlighet.